# Fernand Charpin
Pour les articles homonymes, voir Charpin.
Fernand Charpin, dit Charpin, est un acteur français né le 30 mai 1887 à Marseille (Bouches-du-Rhône), et mort le 7 novembre 1944 dans le 17e arrondissement de Paris.

## Biographie
Fils d'un gendarme en poste à Aix-en-Provence, il passe son enfance à Venelles dans la maison familiale. Fernand Charpin combat pendant la Première Guerre mondiale avec le grade de sergent dans l'infanterie. Fait prisonnier de guerre en Argonne en juin 1916 et interné en Allemagne, il en est rapatrié en janvier 1919,.
Après le Conservatoire, il débute sur scène en interprétant le répertoire classique, et devient petit à petit une des valeurs sûres du théâtre de l'Odéon. Il rencontre Raimu et Marcel Pagnol en 1928. Pagnol est alors à la recherche de son Panisse pour sa nouvelle pièce, Marius. Jouée en 1929, celle-ci connaîtra un succès immédiat. En 1931, Pagnol décide d'adapter sa trilogie marseillaise au cinéma. Charpin compose donc le rôle de Panisse pour l'écran dans Marius (1931), Fanny (1932) et César (1936).

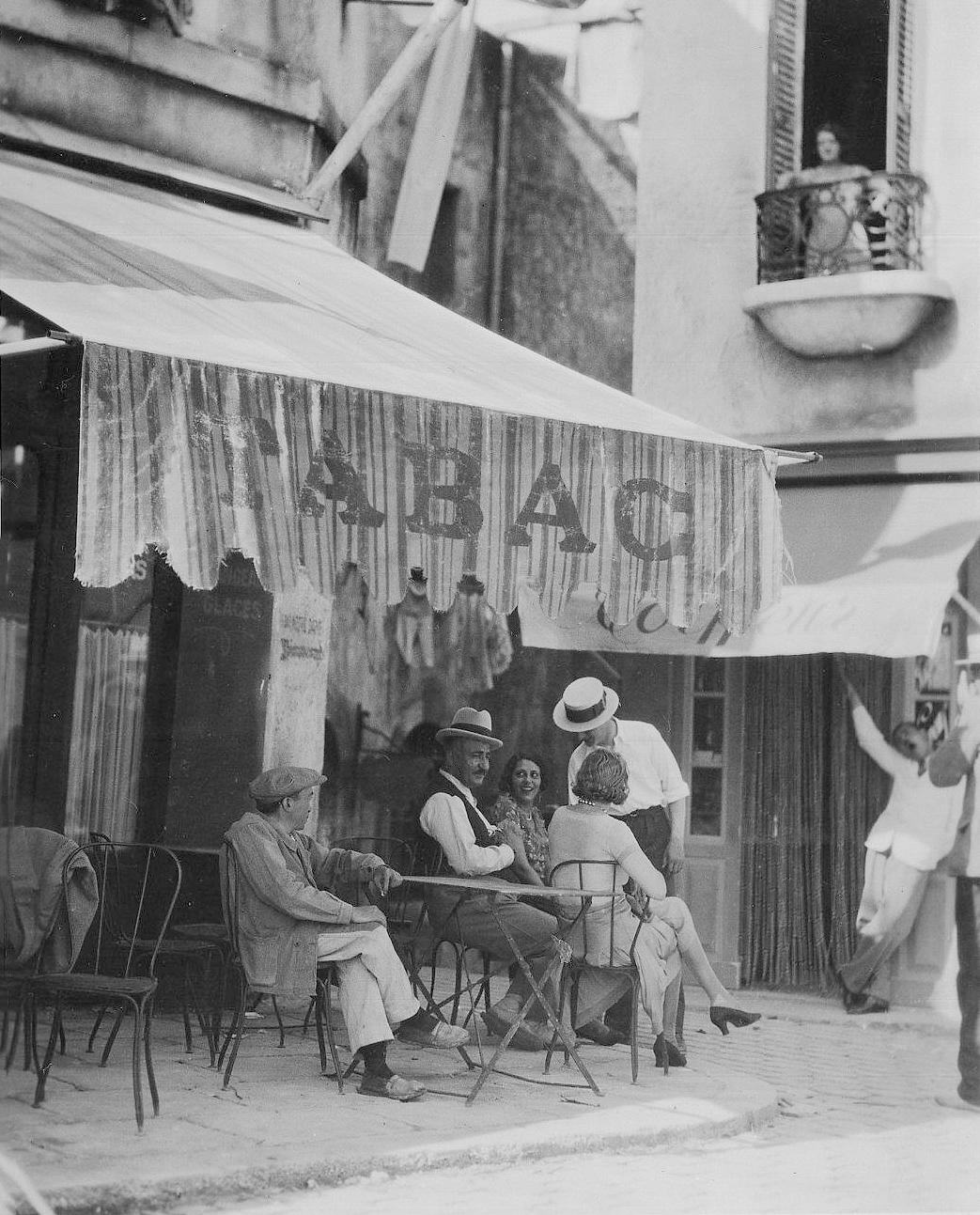
Charpin en 1931 à Marseille lors du tournage de Marius.

Il a encore tourné avec Pagnol Le gendre de monsieur Poirier (1933), Le Schpountz (1937), La Femme du boulanger (1938) et La Fille du puisatier (1940). Dans La Femme du boulanger, il joue le rôle d'un marquis débauché et  jouisseur, maire du village, et châtelain dont le premier berger part avec la femme adultère du boulanger.
Il joue également dans Chotard et Cie, adapté de la pièce homonyme par Jean Renoir en 1932, La Belle Équipe et Pépé le Moko (1936) de Julien Duvivier.

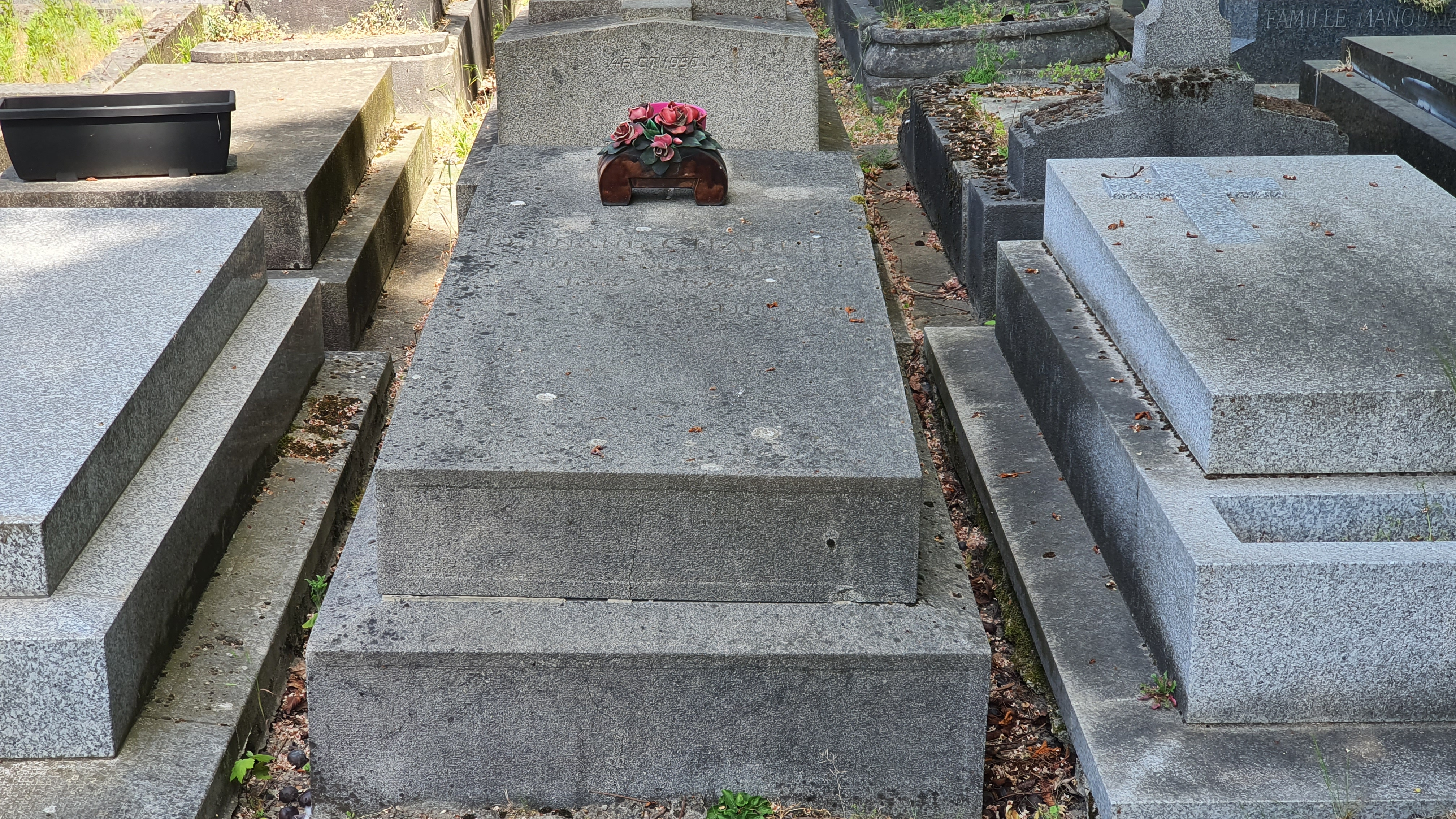
Tombe de Fernand Charpin au cimetière des Batignolles (division 29).

Fernand Charpin meurt subitement le 7 novembre 1944, à 57 ans, quelques mois après la Libération, après avoir monté par l'escalier les sept étages de son immeuble, 3 rue Émile-Allez à Paris, alors qu'il est cardiaque, l'ascenseur étant à l'arrêt en raison des restrictions d'électricité,. Il repose au cimetière des Batignolles (29e division),.
Il a épousé le 28 janvier 1913 la comédienne Gabrielle Doulcet.

## Théâtre
- 1912 : L'Honneur japonais de Paul Anthelme, théâtre de l'Odéon
- 1924 : Ysabeau de Paul Fort, mise en scène Firmin Gémier, théâtre de l'Odéon
- 1925 : Les Derniers Fâcheux de Georges-Gustave Toudouze, théâtre de l'Odéon
- 1925 : Où allons-nous ?, revue de Rip et Briquet, théâtre des Capucines
- 1926 : Dalilah de Paul Demasy, théâtre de l'Odéon
- 1926 : Parmi les loups de Georges-Gustave Toudouze, mise en scène Firmin Gémier, théâtre de l'Odéon
- 1926 : Le Bonheur du jour d'Edmond Guiraud, théâtre de l'Odéon
- 1926 : Le Dernier Empereur de Jean-Richard Bloch, mise en scène Armand Bour, théâtre de l'Odéon
- 1928 : Chotard et Cie de Roger Ferdinand, théâtre de l'Odéon
- 1929 : Marius de Marcel Pagnol, théâtre de Paris : Panisse
- 1931 : Fanny de Marcel Pagnol, théâtre de Paris : Panisse
- 1932 : L'Auberge du Cheval-Blanc, opérette en 3 actes de Ralph Benatzky, théâtre Mogador
- 1933 : Un homme du Nord de Charles Méré, mise en scène André Brulé, théâtre Marigny
- 1935 : Tartuffe ou l'Imposteur de Molière, mise en scène René Rocher, théâtre du Vieux-Colombier

## Filmographie

### Cinéma
- 1931 : Marius de Alexandre Korda : Honoré Panisse
- 1932 : Les Bleus de l'amour de Jean de Marguenat : Bigorne
- 1932 : Chotard et Cie de Jean Renoir : Chotard
- 1932 : Fanny de Marc Allégret : Honoré Panisse
- 1932 : Moune et son notaire de Hubert Bourlon : L'aubergiste
- 1933 : La Guerre des valses de Ludwig Berger et Raoul Ploquin : Joseph Lanner
- 1933 : Paprika d Jean de Limur : Urbain
- 1933 : Le Gendre de monsieur Poirier de Marcel Pagnol : Verdelet
- 1933 : Le Chemin du bonheur de Jean Mamy
- 1934 : Sapho de Léonce Perret : Césaire
- 1934 : Le Train de 8 heures 47 de Henry Wulschleger : Hurluret
- 1934 : Tartarin de Tarascon de Raymond Bernard : Bravida
- 1934 : Trois de la marine de Charles Barrois : Le commandant
- 1934 : Série 7 n° 77777, de Victor de Fast (Court-métrage)
- 1934 : 2222 CF 2, de Victor de Fast (Court-métrage)
- 1935 : Arènes joyeuses de Karl Anton : Cabissol
- 1935 : Les Beaux Jours de Marc Allégret : Le patron de l'hôtel
- 1935 : Lune de miel de Pierre-Jean Ducis : Monsieur Grivette
- 1936 : Le barbier de Séville d'Hubert Bourlon et Jean Kemm : Bazile
- 1936 : Michel Strogoff de Jacques de Baroncelli : Alcide Jolivet
- 1936 : César de Marcel Pagnol : Honoré Panisse
- 1936 : La Belle Équipe de Julien Duvivier : Le gendarme
- 1936 : Pépé le Moko de Julien Duvivier : Régis
- 1936 : La Dame de Vittel de Roger Goupillières : Victor Fidoux
- 1937 : Le Schpountz de Marcel Pagnol : Oncle Baptiste Fabre
- 1937 : Les Anges noirs de Willy Rozier : Symphorien Desbat
- 1937 : Le Club des aristocrates de Pierre Colombier : Bénard
- 1937 : Un soir à Marseille de Maurice de Canonge : Commissaire lampin
- 1937 : Ignace de Pierre Colombier : Colonel Durosier
- 1937 : Balthazar de Pierre Colombier : Le Gac
- 1937 : Au soleil de Marseille de Pierre-Jean Ducis et Émile Audiffred : M. Cassis
- 1938 : Les Deux Combinards de Jacques Houssin : Capt. Lambesc
- 1938 : Êtes-vous jalouse ? de Henri Chomette : Amédée Brunois
- 1938 : Le Révolté de Léon Mathot : Le père de Pimaï
- 1938 : La Femme du boulanger de Marcel Pagnol : Marquis Castan de Venelles
- 1938 : Éducation de prince de Alexandre Esway : Honorat
- 1938 : L'Ange que j'ai vendu de Michel Bernheim : Baronski
- 1938 : Le Petit Chose de Maurice Cloche : Mr. Pierrotte
- 1938 : Le Paradis des voleurs de Lucien-Charles Marsoudet : Jules Rabastin
- 1939 : Le Club des fadas de Émile Couzinet : Lamadou
- 1939 : Ma tante dictateur de René Pujol : Monsieur Duclos
- 1939 : Tourbillon de Paris de Henri Diamant-Berger : Charbonnier
- 1939 : Le Chemin de l'honneur de Jean-Paul Paulin : Le parrain
- 1939 : Berlingot et Cie de Fernand Rivers : Victor Faivre
- 1939 : Le Grand Élan de Christian-Jaque : Oncle Justin
- 1939 : Les Otages de Raymond Bernard : Beaumont
- 1940 : L'An 40 de Fernand Rivers
- 1940 : La Fille du puisatier de Marcel Pagnol : André Mazel
- 1941 : La Nuit merveilleuse de Jean-Paul Paulin : L'aubergiste
- 1941 : Un chapeau de paille d'Italie de Maurice Cammage : Beauperthuis
- 1941 : L'Étrange Suzy de Pierre-Jean Ducis
- 1941 : La Prière aux étoiles de Marcel Pagnol (film inachevé) : Evariste
- 1941 : Les Deux Timides de Yves Allégret : Mr. van Putzeboom
- 1941 : La Sévillane de André Hugon : Uncle Luis
- 1942 : Le Voile bleu de Jean Stelli : Émile Perrette
- 1942 : L'Arlésienne de Marc Allégret : Francet Mamaï
- 1942 : Le Camion blanc de Léo Joannon : Courbassié
- 1942 : Le Mistral de Jacques Houssin : Le curé
- 1942 : Signé illisible de Christian Chamborant : Brigadier Ducreux
- 1943 : Après l'orage de Pierre-Jean Ducis : Sabin
- 1943 : Le Secret de madame Clapain d'André Berthomieu : Dr Joude
- 1943 : Les Roquevillard de Jean Dréville : Antonio Sicardi
- 1943 : Ceux du rivage de Jacques Séverac : Clovis
- 1943 : La Cavalcade des heures d'Yvan Noé : Monsieur Maurice
- 1944 : L'Île d'amour de Maurice Cam : Le maire
- 1944 : Les Caves du Majestic de Richard Pottier : Le juge d'instruction
- 1945 : La Fiancée des ténèbres de Serge de Poligny : Fontvieille
- 1946 : Le Dernier Sou d'André Cayatte : Colon